# Gotti (film din 1996)
Gotti: Rise and Fall of a Real Life Mafia Don este un film de crimă⁠(d) din 1996 produs de HBO în regia lui Robert Harmon⁠(d). Filmul îl are în rol principal pe Armand Assante care îl interpretează pe faimosul boss al familiei criminale Gambino John Gotti. William Forsythe și Anthony Quinn sunt actori în rol secundar. Assante a câștigat un premiu Emmy pentru Cel mai bun actor în rol principal într-o miniserie sau emisiune specială pentru rolul său. De asemenea, acesta a obținut și o nominalizare la Globul de Aur în același an.

## Intrigă
Acțiunea filmului începe în 1973 la New York și se încheie în 1992 cu arestarea și condamnarea lui Gotti. Pe parcursul filmului sunt accentuate relațiile lui Gotti cu trei gangsteri: o relație tată-fiu cu subșeful familiei Aniello „Mr. Neil” Dellacroce, prietenia instabilă cu membrul bandei sale Angelo Ruggiero⁠(d) și frustrările din relația cu cel care i-a devenit subșef odată cu preluarea funcției de boss, Salvatore "Sammy the Bull" Gravano. Povestea detaliază ascensiunea lui Gotti în familia condusă de Carlo Gambino și activitățile sale în calitate de soldato, capo și în cele din urmă boss. Preluarea puterii are loc prin asasinarea în public a donului familiei Gambino - Paul Castellano - în 1985. După eliminarea sa, acțiunea se concentrează pe procesele lui John Gotti: unul pentru agresiune și altele două pentru racketeering în baza legii Racketeer Influenced and Corrupt Organizations Act⁠(d). Personalitatea sa, achitările din procese și atenția primită din partea mass-mediei sunt exagerate în film. Povestea se încheie cu condamnarea lui Gotti la închisoare pe viață⁠(d) în Penitenciarul Federal Marion⁠(d) din Marion, Illinois⁠(d) ca urmare a mărturiei depuse⁠(d) de Gravano împotriva sa. Proiectul se bazează pe rubricile reporterului Jerry Capeci⁠(d) și o lucrare a sa în care cercetează ascensiunea și decăderea lui Gotti. De asemenea, acesta a fost producător executiv al filmului.

## Distribuție
- Armand Assante - John Gotti
- William Forsythe - Sammy Gravano
- Anthony Quinn - Aniello Dellacroce
- Vincent Pastore - Angelo Ruggiero
- Frank Vincent - Robert DiBernardo⁠(d)
- Richard C. Sarafian⁠(d) - Paul Castellano
- Dominic Chianese - Joe Armone⁠(d)
- Raymond Serra⁠(d) - Frank LoCascio⁠(d)
- Tony Sirico - Joe D'miglia⁠(d)
- Al Waxman⁠(d) - Bruce Cutler⁠(d)
- Scott Cohen⁠(d) - Gene Gotti⁠(d)
- Robert Miranda⁠(d) - Frank DeCicco⁠(d)
- Marc Lawrence⁠(d) - Carlo Gambino
- Alberta Watson⁠(d) - Victoria Gotti⁠(d)
- Tony De Santis - John Favara⁠(d)
- Gil Filar - Frank Gotti⁠(d)
- Gerry Mendicino⁠(d) - Peter Gotti⁠(d)
- Yank Azman⁠(d) - judecătorul Nickerson
- Frank Crudele - Nicholas Scibetta⁠(d)
- Frank Pellegrino⁠(d) - Carmine Russo

## Producție
Filmările au avut loc în Toronto, Ontario, Canada. Assante s-a îngrășat 16 kilograme ca să-l interpreteze pe Gotti.

## Recepție

### Recenzii
Pe site-ul de recenzii⁠(d) Rotten Tomatoes, filmul are un rating de 60% în baza a cinci recenzii, cu un rating mediu de 5,20 / 10. Jeremy Girard menționează pentru Variety că este un film standard cu gangsteri care prezintă starea de fapt într-un mod problematic. Caryn James de la New York Times a criticat filmul ca parte a unui „sindrom al docudramei” în care dramele biografice se bazează pe dovezile istorice cu scopul de a preveni procesele⁠(d) și evită o caracterizare mai amplă a personajelor. Howard Rosenberg descrie în Los Angeles Times filmul ca fiind „unul dintre cele mai bune filme cu gangsteri ale deceniului și cu siguranță cea mai bună portretizare a unui gangster realizată vreodată pentru televiziune”. TV Guide l-a evaluat cu 2/5 stele și l-a descris ca fiind prea detaliat pentru spectatorii obișnuiți și prea imprecis pentru cei interesați.
Michael Franzese, fost membru al familiei Colombo și fiul subșefului Sonny Franzese, consideră filmul drept unul dintre cele mai bune filme cu gangsteri deoarece prezintă în mod autentic evenimentele care au avut loc în acea perioadă.

### Premii
| Organizare                          | Premiu                                                                                   | Pentru                                             | Rezultat     | Note |
| ----------------------------------- | ---------------------------------------------------------------------------------------- | -------------------------------------------------- | ------------ | ---- |
| Directors Guild of America Award⁠(d) | Cel mai bun regizor – film de televiziune                                                | Robert Harmon                                      | Nominalizare |      |
| Golden Globes                       | Cel mai bun actor în rol principal – miniserie sau film de televiziune                   | Armand Assante                                     | Nominalizare |      |
| Golden Globes                       | Cel mai bun actor în rol secundar – serial, miniserie sau film de televiziune            | Anthony Quinn                                      | Nominalizare |      |
| Golden Globes                       | Cea mai bună miniserie sau film de televiziune                                           | Gotti                                              | Nominalizare |      |
| Premiul Emmy                        | Cea mai bună imagine într-o miniserie sau film                                           | Alar Kivilo                                        | Nominalizare |      |
| Premiul Emmy                        | Cel mai bun regizor într-o miniserie, film sau dramă                                     | Robert Harmon                                      | Nominalizare |      |
| Premiul Emmy                        | Cel mai bun scenarist într-o miniserie, film sau dramă                                   | Steve Shagan                                       | Nominalizare |      |
| Premiul Emmy                        | Cel mai bun mixaj sonor într-o miniserie sau emisiune specială                           | Ezra Dweck, Robert W. Glass, David Lee, Dan Wallin | Nominalizare |      |
| Premiul Emmy                        | Cel mai bun film de televiziune                                                          | David Coatsworth, Garry Lucchesi, Robert McMinn    | Nominalizare |      |
| Premiul Emmy                        | Cel mai bun actor în rol principal într-o miniserie sau emisiune specială                | Armand Assante                                     | Premiu       |      |
| Premiul Emmy                        | Cel mai bun montaj într-o miniserie sau emisiune specială                                | Zach Staenberg                                     | Nominalizare |      |
| Premiul Sindicatului Actorilor      | Cea mai bună interpretare a unui actor masculin într-o miniserie sau film de televiziune | Armand Assante                                     | Nominalizare |      |